# Neureclipsis bimaculata
Neureclipsis bimaculata är en nattsländeart som först beskrevs av Carl von Linné 1758.  Neureclipsis bimaculata ingår i släktet Neureclipsis och familjen fångstnätnattsländor. Arten är reproducerande i Sverige. Inga underarter finns listade i Catalogue of Life.

## Bildgalleri

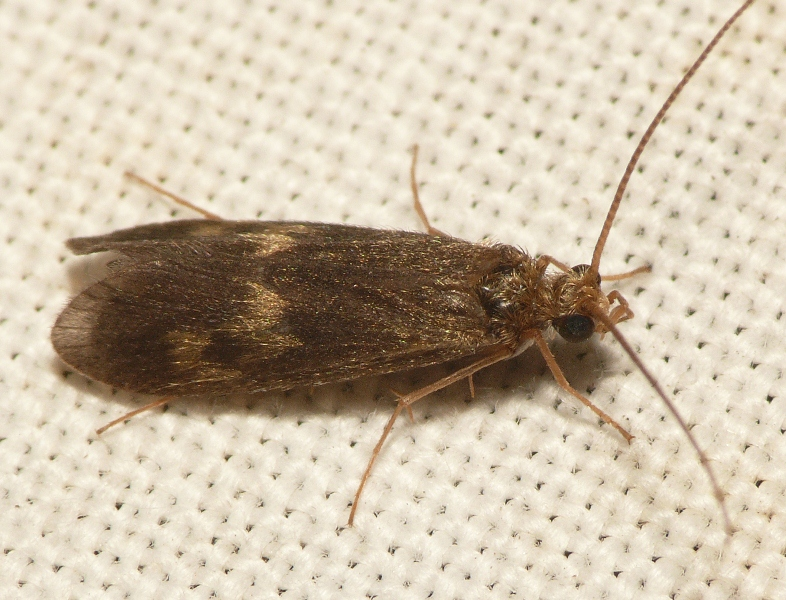